# Arhiducele Joseph Francis de Austria

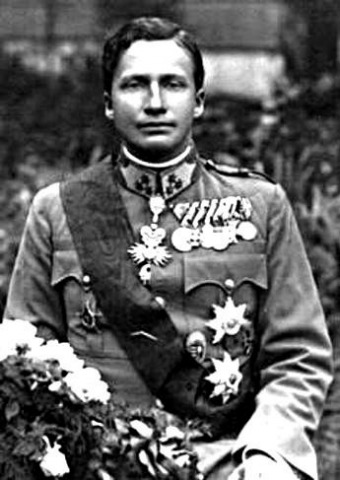
Arhiducele Joseph Francis de Austria, 1920

Joseph Franz Leopold Anton Ignatius Maria, Arhiduce de Austria, Prinț al Ungariei (28 martie 1895, Brünn, Boemia (astăzi Brno, în Republica Cehia). – 25 septembrie 1957, Carcavelos, Portugalia) A fost fiul cel mare al Arhiducelui Joseph August de Austria și a Prințesei Auguste Maria de Bavaria. Cum tatăl său a fost ultimul Palatin al Ungariei și pentru o perioadă scurtă (1919-1920) a fost considerat ca un posibil rege al Ungariei, Josef Franz a fost potențial prinț moștenitor al Ungariei.
S-a născut în timpul domniei străbunicului său Franz Joseph I al Austriei.

## Căsătorie și copii
La 4 octombrie 1924, Arhiducele Joseph Franz s-a căsătorit cu Prințesa Anna de Saxonia, fiică a Friedrich August al III-lea al Saxoniei și a Arhiducesei Luise, Prințesă de Toscana. Anna și Joseph Francis au avut opt copii:
- Arhiducesa Margit de Austria (17 august 1925 - 3 mai 1979); s-a căsătorit cu Alexander Erba-Odescalchi, Prinț de Monteleone, a avut copii;
- Arhiducesa Ilona de Austria (20 aprilie 1927 - 11 ianuarie 2011); s-a căsătorit cu Georg Alexander, Duce de Mecklenburg
- Arhiducesa Anna-Theresia (19 aprilie 1928 - 28 noiembrie 1984)
- Arhiducele Joseph Arpád de Austria (n. 8 februarie 1933); s-a căsătorit cu Prințesa Maria von Löwenstein-Wertheim-Rosenberg
- Arhiducele István Dominik de Austria (n. 1 iulie 1934); s-a căsătorit cu Maria Anderl
- Arhiducesa Maria Kynga (n. 27 august 1938); s-a căsătorit prima dată cu Ernst Kiss și a doua oară cu Joachim Krist la 30 martie 1988.
- Arhiducele Géza de Austria (n. 14 noiembrie 1940); s-a căsătorit cu Monika Decke
- Arhiducele Michael de Austria (n. 5 mai 1942); s-a căsătorit cu Prințesa Christiana de Löwenstein-Wertheim-Rosenberg

Arhiducele Joseph Francis de Austria a murit la 25 septembrie 1957 la Carcavelos, Portugalia, la vârsta de 62 de ani.